# Andreas Holzinger
Andreas Holzinger (* 18. April 1963 in Graz) ist ein österreichischer Informatiker.

## Leben
Andreas Holzinger absolvierte eine Ausbildung zum Radio- und Fernsehtechniker, 1981 legte er die Gesellenprüfung ab. Danach arbeitete er als Nachrichtentechniker im Außendienst bei Bosch und legte 1983 die Prüfung als Werkmeister für Industrielle Elektronik ab. Anschließend absolvierte er die Höhere Technische Lehranstalt für Berufstätige (BULME) und besuchte das College of Further Education in Bournemouth (Großbritannien).
Er legte 1990 die Prüfung als Ingenieur (Ing.) für Nachrichtentechnik ab, erwarb 1991 ein Diplom in Erwachsenenbildung (Dip. Ed), studierte Nachrichtentechnik und Lehramt Physik und Psychologie (Abschluss 1995 als Mag. rer. nat.) sowie Medienpädagogik und Soziologie (Abschluss 1996 als Mag. phil.) an der Technischen Universität Graz und der Universität Graz.
1997 wurde er zum Dr. phil. mit einem Thema in der Kognitionswissenschaft promoviert. 2002/2003 war er Gastdozent an der Nations HealthCareer School of Management (NHCS) in Berlin. 2003 erlangte er die Habilitation (Venia Docendi) an der TU Graz im Fach „Angewandte Informationsverarbeitung“.
Gastprofessuren hatte er am Institut für Organisation und Lernen der Universität Innsbruck (2005/05), am Institut für Softwaretechnik und interaktive Systeme der TU Wien (2005/06), an der School of Computing der Middlesex University in London (2006), an der Wirtschaftsuniversität Wien (2006–2010), an der RWTH Aachen (2011/12), am University College London (2012) und am xAI-Lab des Alberta Machine Intelligence Institute der University of Alberta in Edmonton, Kanada für explainable AI (2019–2022).
Mit 1. März 2022 wurde Holzinger als ordentlicher Universitätsprofessor für Digitale Transformation für intelligente Land- und Forstwirtschaft an die Universität für Bodenkultur Wien (BOKU), Department für Wald- und Bodenwissenschaften, Institut für Forsttechnik berufen.
2019 wurde Holzinger für seinen Pionierarbeit auf dem Gebiet der Human-Centered AI in die Academia Europaea gewählt. 2020 wurde er als ordentliches Mitglied ins European Lab for Learning & Intelligent Systems (ELLIS) aufgenommen. 2021 wurde er zum Fellow der IFIP ernannt. Holzinger ist Repräsentant Österreichs im Technischen Komitee TC-12 "Artificial intelligence" der International Federation of Information Processing (IFIP). Er ist Sachverständiger in der Strategie für Künstliche Intelligenz AI Made in Germany 2030 der deutschen Bundesregierung.

## Aktuelle Arbeitsbereiche
Andreas Holzinger arbeitet an einer Kombination zweier Bereiche, die zur Wissensentdeckung in hoch-dimensionalen, schwach strukturierten Daten und unstrukturierten Informationen ideale Voraussetzungen bieten: Mensch-Computer-Interaktion und Knowledge Discovery in Databases,  mit dem Ziel, menschliche Intelligenz durch künstliche Intelligenz zu unterstützen, um unbekannte Zusammenhänge in komplexen Datenmengen nachvollziehbar und erklärbar zu machen.
Dabei hat er einen speziellen Ansatz entwickelt und evaluiert: interaktives Machine Learning (iML) mit einem (oder mehreren) „human-in-the-loop“, oder z. B. im medizinischen Bereich „doctor-in-the-loop“. Es kann oft vorteilhaft sein, nicht auf menschliches Domänenwissen zu verzichten, sondern vielmehr menschliche Intelligenz und maschinelle Intelligenz zu kombinieren.  Eine Motivation für den iML-Ansatz ist, dass es vollautomatischen „Black-Box“ Ansätzen an Transparenz fehlt. Zukünftige Rechts- und Datenschutzaspekte machen aber immer stärker notwendig mittels eines „Glass-Box“ Ansatzes nachvollziehbar zu erklären, warum eine Entscheidung getroffen wurde. Dieser Ansatz kann überdies die Akzeptanz und das Vertrauen in Machine Learning generell fördern.
Der Einsatz von Künstlicher Intelligenz (KI) in Bereichen, die Auswirkungen auf das menschliche Leben haben (z. B. Landwirtschaft, Klima, Forstwirtschaft, Gesundheit), hat zu einer erhöhten Nachfrage nach vertrauenswürdiger KI (Trustworthy AI) geführt. Am von Holzinger geleiteten Human-Centered AI Lab wird diese in den genannten Bereichen erforscht und entwickelt.

## Ausgewählte Publikationen
- A. Holzinger, R. Goebel, R. Fong, T. Moon, KR. Müller, W. Samek (Hrsg.): xxAI – Beyond Explainable Artificial Intelligence. Springer, Cham 2022, ISBN 978-3-03104082-5, doi:10.1007/978-3-031-04083-2.
- A. Holzinger, A. Carrington, H. Müller: Measuring the Quality of Explanations: The System Causability Scale (SCS). Comparing Human and Machine Explanations. In: KI - Künstliche Intelligenz (German Journal of Artificial intelligence), 34, 2, 2020, 193–198, 2020. doi:10.1007/s13218-020-00636-z
- A. Holzinger, P. Kieseberg, H. Müller: KANDINSKY Patterns: A Swiss-Knife for the Study of Explainable AI, ERCIM News, 120, 2020, 41–42. https://ercim-news.ercim.eu/en120/r-i/kandinsky-patterns-a-swiss-knife-for-the-study-of-explainable-ai
- A. Holzinger, M. Plass, M. Kickmeier-Rust, K. Holzinger, G. C. Crişan, C.-M. Pintea, V. Palade: Interactive machine learning: experimental evidence for the human in the algorithmic loop. In: Springer/Nature Applied Intelligence, 49, 7, 2019, 2401–2414, doi:10.1007/s10489-018-1361-5
- A. Holzinger, G. Langs, H. Denk, K. Zatloukal, H. Müller: Causability and Explainability of Artificial Intelligence in Medicine. In: Wiley Interdisciplinary Reviews: Data Mining and Knowledge Discovery, 9, 4, 2019, 1–13, doi:10.1002/widm.1312
- A. Holzinger, B. Haibe-Kains, I. Jurisica: Why imaging data alone is not enough: AI-based integration of imaging, omics, and clinical data. Springer/Nature European Journal of Nuclear Medicine and Molecular Imaging,  46, 13, 2019, 2722–2730,  doi:10.1007/s00259-019-04382-9
- A. Holzinger, P. Kieseberg, E. Weippl, A. M. Tjoa: Current Advances, Trends and Challenges of Machine Learning and Knowledge Extraction: From Machine Learning to Explainable AI. In: Springer Lecture Notes in Computer Science LNCS 11015, 2018, 1–8, doi:10.1007/978-3-319-99740-7_1
- A. Holzinger: From Machine Learning to Explainable AI. In: IEEE World Symposium on Digital Intelligence for Systems and Machines, 2018, 55–66, doi:10.1109/DISA.2018.8490530
- A. Holzinger, C. Biemann, C. S. Pattichis, D. B. Kell: What do we need to build explainable AI systems for the medical domain? 2017, arXiv:1712.09923
- A. Holzinger: Interactive Machine Learning for Health Informatics: When do we need the human-in-the-loop? In: Springer/Nature Brain Informatics, 3, 2, 2016, 119–131. doi:10.1007/s40708-016-0042-6
- A. Holzinger, M. Dehmer, I. Jurisica: Knowledge Discovery and interactive Data Mining in Bioinformatics - State-of-the-Art, future challenges and research directions. In: Springer/Nature BMC Bioinformatics. 15, (S6), 2014, doi:10.1186/1471-2105-15-S6-I1